# Сандлер, Асир Семёнович
Асир Семёнович Сандлер (17 января 1917, Баку — 1996, Магадан) — советский журналист, писатель. Репрессирован по обвинению в государственной измене и шпионаже, в 1956 году полностью реабилитирован. Автор двух книг воспоминаний, опубликованных в СССР: «Узелки на память» (1988) и «Современники ГУЛАГа» (совместно с М. М. Этлисом, 1991). Основатель историко-просветительного, правозащитного и благотворительного общества «Мемориал» в Магадане.

## Биография
Асир Семенович Сандлер родился 17 января 1917 года в Баку в  семье работника таможни.
В 1933 году поступил на факультет русского языка и литературы Института заочного педагогического образования и повышения квалификации педагогов. В 1936—1938 годах служил полковым учителем в зенитно-артиллерийском полку в Баку. К этому периоду относится начало занятий литературной деятельностью. В 1939 году переведён по службе в Ленкорань.
12 декабря 1941 года арестован в Баку по обвинению в руководстве группы антисоветски настроенной молодёжи. До лета 1942 года содержался во внутренней тюрьме НКВД. Приговорён к смертной казни Военным трибуналом Закавказского военного округа смертного приговора. После ходатайства о помиловании смертная казнь заменена на десять лет исправительно-трудовых лагерей.
В начале 1944 года этапирован в Благовещенск; до 1946 года отбывал срок в бытовом лагере близ Кулунды и в Касли (Челябинская область), где работал на заводе художественного литья. В 1946 году, находясь в лагере, судим повторно, приговорён к восьми годам лишения свободы с дальнейшей ссылкой на пять лет и поражением в правах на пять лет.

В 1947 году в пересыльном лагере в Ванино зачислен в культбригаду, в дальнейшем в 1947—1948 годах в лагере у посёлка Ягодное работал в культурно-воспитательной части и на прииске «Штурмовой». В «Ансамбле Дальстроя НКВД СССР» Сандлер был конферансье, писал репризы и тексты песен. Другой участник ансамбля, скрипач Георгий Фельдгун, вспоминает: 
Он умел радоваться жизни, даже имея десять лет срока, и вообще воспринимал действительность романтически. Его конферансы, репризы всегда искрились юмором и отличались хорошим вкусом Он писал стихи, которые расходились в рукописях и пользовались в лагерях широкой известностью.
С 1949 по 1952 год Сандлер содержался в особых лагерях на Колыме, в Берлаге (с конца 1951 по март 1952 года). Позаимствовав идею из романа Джека Лондона «Сердца трёх», Асир Сандлер в лагерях вёл «записи» с помощью катушек с нитками, фиксируя события лагерной жизни в форме узелков. Катушки потом передавались на волю и в дальнейшем подверглись расшифровке.
С 6 июня 1952 года — в ссылке в Магадане. Полностью реабилитирован в 1956 году. После реабилитации остался в Магадане, работал в больнице лаборантом, продолжая литературную деятельность. В последние годы существования СССР опубликовал две книги воспоминанийэ — «Узелки на память: Записки реабилитированного» (1987, в журнале «На дальнем Севере», отдельное издание в 1988 году) и «Современники ГУЛАГа: Книга воспоминаний и размышлений» (1991, совместно с Мироном Этлисом). «Узелки на память» стали одним из первых вышедших в СССР мемуаров о лагерном быте. Вместе с Этлисом Сандлер основал в Магадане филиал общества «Мемориал», а в 1991 году участвовал в открытии памятника жертвам политических репрессий на предполагаемом месте массовых расстрелов «Серпантинка». Сандлер и Этлис также возглавляли борьбу за установку в Магадане памятника «Маска скорби» работы Эрнста Неизвестного. В 1996 году после продолжительной болезни Асир Сандлер скончался.

## Личная жизнь
В 1938 году женился на Тамаре Соломоновне Каричадзе, из обеспеченной семьи грузинских евреев, отец которой работал управляющим на нефтедобыче в компании «Братья Нобель». От этого брака у них родился сын — Валерий. После ареста в 1941 г. семья его больше не видела.

## Труды
- «Узелки на память» (1988),
- «Современники ГУЛАГа» (совместно с М. М. Этлисом, 1991).